# Iris Apatow
Iris Apatow   (Los Banos, 12 d'octubre de 2002) és una actriu estatunidenca. Va interpretar a Arya Hopkins a la sèrie de Netflix Love, i Krystal Kris a la pel·lícula de Netflix del 2022 The Bubble.
És la filla petita del cineasta Judd Apatow i de l'actriu Leslie Mann. La seva germana gran és l'actriu Maude Apatow.

## Joventut i vida personal
Iris Apatow va néixer el 12 d'octubre de 2002, filla de l'actriu Leslie Mann i del cineasta Judd Apatow. La família del seu pare és jueva, mentre que la seva besàvia materna era d'ascendència finlandesa. La seva germana és l'actriu Maude Apatow, amb qui va treballar a This is 40, Funny People i Knocked Up. Es va graduar a l'escola secundària el 2021.
Apatow va tenir anteriorment una relació amb Ryder Robinson, fill de l'actriu Kate Hudson i el cantant Chris Robinson.
Les seves relacions personals amb celebritats han rebut molta atenció als mitjans, especialment amb la cantant i compositora Olivia Rodrigo com la seva «millor amiga», així com la cantautora Billie Eilish, i les influencers Charli D'Amelio i Avani Gregg.

## Carrera professional
Apatow va començar a actuar als 5 anys, quan va aparèixer com Charlotte a la pel·lícula Knocked Up, dirigida pel seu pare.
El 2016, Apatow va aparèixer a la sèrie de Netflix Love com Arya Hopkins, la jove estrella d'una sèrie de televisió.

## Filmografia

### Pel·lícules
| Any  | Títol               | Paper                                           | Notes              |
| ---- | ------------------- | ----------------------------------------------- | ------------------ |
| 2007 | Knocked Up          | Charlotte                                       |                    |
| 2009 | Funny People        | Ingrid                                          |                    |
| 2012 | This Is 40          | Charlotte                                       |                    |
| 2016 | Sausage Party       | Berry Good Candies/Grape #3/Coconut Milk (veus) |                    |
| 2021 | Sour Prom           | Ella mateixa                                    | Pel·lícula concert |
| 2022 | The Bubble          | Krystal Kris                                    |                    |
| 2024 | Young Werther       | Sissy                                           |                    |
| TBA  | Ballerina Overdrive |                                                 | Rodatge            |

### Televisió
| Any       | Títol    | Paper        | Notes           |
| --------- | -------- | ------------ | --------------- |
| 2016–2018 | Love     | Arya Hopkins | Paper recurrent |
| 2024      | Unstable | Georgia      | 8 episodis      |

### Videoclip
| Títol             | Any  | Artistes         | Directors                 | Ref.   |
| ----------------- | ---- | ---------------- | ------------------------- | ------ |
| «Sonora»          | 2017 | Spendtime Palace | Finn Wolfhard Josh Ovalle | [ 15 ] |
| «Bad Idea Right?» | 2023 | Olivia Rodrigo   | Petra Collins             | [ 16 ] |